# トムとジェリー (2021年の映画)
『トムとジェリー』（Tom and Jerry）は、2021年のアメリカの実写アニメーション・スラップスティック・コメディ映画である。

## 概要
ウィリアム・ハンナとジョセフ・バーベラが制作した同名のカートゥーンのキャラクターと劇場用短編アニメをベースに、ワーナー・アニメーション・グループが制作し、ワーナー・ブラザースが配給した。
1992年に公開された『トムとジェリーの大冒険』に続く、2作目の劇場用映画。ティム・ストーリーが監督を務め、ケヴィン・コステロが脚本を務める。実写の出演はクロエ・グレース・モレッツ、マイケル・ペーニャらで、声の出演はニッキー・ジャム、ボビー・カンナヴェイル、リル・レル・ハウリーらが務め、トムとジェリーの声は、ウィリアム・ハンナ、メル・ブランク、ジューン・フォーレイのアーカイブ音源とともに、フランク・ウェルカー、カイジ・タング、アンドレ・ソグリウゾが担当した。
米国では2021年2月26日にワーナー・ブラザースから劇場公開され、同時にHBO Maxでの1か月間の同時配信公開も行われた。日本では3月19日から劇場公開された。吹き替え版では、霜降り明星がゲスト出演している。
配信時のタイトルは「映画 トムとジェリー」。

## ストーリー
舞台は、アメリカニューヨーク州ニューヨーク。キーボードを持ったネコのトムは、列車に乗ってマンハッタンを目指している。同じ頃、ネズミのジェリーもマンハッタンで物件を探していた。不動産に詳しいネズミに案内された物件が気に入らず、自力で物件を探そうとする。その途中で、ジェリーはセントラルパークでトムを見かける。トムは丸い黒メガネをかけて、キーボードを演奏していた。「驚異のトム」という看板を掲げ、観客はトムが盲目だと思い込み、芸達者だということで小銭を投げていた。トムを見かけたジェリーは、キーボードの上でトムをからかい、トムの演奏に合わせて踊り始めた。ジェリーの踊りに注目が集まり、トムよりも小銭を集める。ジェリーのほうが小銭をたくさん稼いでいることに腹を立てたトムは、ジェリーと追いかけっこを始める。丸い黒メガネが飛んでいき、盲目でなかったトムに客は騙されたと怒り、自分が出した小銭を回収して去っていく。追いかけっこをしていたジェリーは馬車に乗って去り、トムのキーボードは壊れてしまう。キーボードを壊されて腹を立てたトムは、セントラルパークを走ってジェリーを追う。その騒動に巻き込まれ、自転車に乗っていた女性ケイラ・フォレスターが転ぶ。ケイラは回収した洗濯物の下着を、盛大にぶちまけてしまう。文句を言おうとしたケイラだが、目の前でトムが車に轢かれて潰れていたため絶句する。ケイラはバイト中だったが、転げて下着をばらまいたことで、仕事先の評判を落として4週間の謹慎を言い渡され、口論の末にクビを言い渡される。仕事がなくなったケイラは、途方に暮れる。
追いかけっこのあと、ジェリーはロイヤル・ゲート・ホテルを見つけ、いい場所だと入り込む。ここに住もうと決めたジェリーは、ホテルの奥に入り込み、通風口に居場所を確保する。トムはジェリーを追いかけて入ろうとするが、ホテルのドアマンに追い払われ、一歩も足を踏み入れることができない。後にケイラもホテルへやって来る。ケイラはホテルの宿泊客を装い、朝食を無料でいただいた。朝食を食べて満足したケイラは、大きなスーツケースを持つ女性を見かけて話しかける。その女性リンダ・ペリーボトムが観光客だと思ったため、ケイラはガイドを買って出ることで小銭を稼ごうとしたのだ。しかし、リンダは観光客ではなく、ホテルのスタッフ募集の面接にやってきたのだと答えた。ケイラが話の水を向けると、ぺらぺら事情を話す。この週末にロイヤル・ゲート・ホテルでは、ベンとプリータという有名セレブカップルが結婚式を挙げる。ホテルは格式高い高級ホテルだが、今までにない盛大な結婚式を開くため人手が足りず、臨時スタッフを募集しているのだ。それに応募をするとリンダは話す。事情を知ったケイラは、覆面面接官の振りを装う。面接に来た者が軽率にホテルの事情を話してはいけないと注意すると、リンダは信じて驚く。ケイラはリンダの履歴書を預かるが、面接は失格だと言いリンダを追い払う。リンダの履歴書は錚々たるものだった。ケイラがホテルの受付係のドーラに見せ、面接を受ける。履歴書は半分に破って自分の名を名乗り、ドゥブロー支配人とイベント責任者のテレンスと会う。ドゥブローとテレンスはケイラを信用し、イベントプランナーとして採用を決定した。イベント終了まで、ケイラは住み込みで働くことになる。
トムはホテルに入ろうと裏口に忍び寄るが、この一帯を縄張りにしている路地裏猫のブッチたちに牽制される。絡まれて困ったトムは、動物管理局の車が通りかかったため注目させて、路地裏猫たちを追い払った。さまざまな手を使って、ホテルの中にいるジェリーのところへ行こうとするが、トムはなかなか成功しない。
ケイラはテレンスに案内され、ホテルの主要メンバーを紹介される。厨房にはジャッキーというシェフがおり、ドアマンのジョイは風変りな女性だった。バーテンダーのキャメロンは気さくで話しかけやすいため、ケイラは意気投合する。そこでロビーに今しも、週末に結婚式を挙げるベンとプリータが到着したのだと聞かされる。テレンスもケイラも慌てて、2人を迎えようとする。セレブのベンはブルドッグのスパイク、プリータはネコのトゥーツを連れていた。ケイラが自己紹介をして新婦・プリータの指に輝くダイヤの指輪を褒めた。その時、裏の厨房からジャッキーの悲鳴が聞こえる。ケイラが向かうと、ネズミが足の上を通り過ぎたと言う。格式高いホテルでネズミが出たとなると大問題となる。テレンスはケイラに、客には見つからないようにネズミを捕まえろと命じた。その頃、ホテルに入れないトムは、雨に濡れながら途方に暮れていた。頭の中ではトムの天使と悪魔が議論する。くじけそうな心を奮い立たせたトムは、電線を伝って侵入を図った。苦労の甲斐があり、窓から入ることに成功する。トムはジェリーとホテルの部屋で再び追いかけっこをする。騒音の苦情が入って駆け付けたケイラは、トムを見つける。セントラルパークでぶつかったネコだと気づいたケイラは、トムとジェリーの因縁を知った。ケイラはトムを説得し、一緒にジェリーを捕まえようと言う。ケイラはテレンスに掛け合い、トムを臨時スタッフとして雇った。トムは帽子と名札をつけ、ボーイの格好をする。しかしジェリーをなかなか捕まえることができない。そんな時、ケイラはプリータに呼ばれて相談を受ける。プリータはダイヤの婚約指輪を失くしたのだ。ケイラは絶対に探すと約束する。ダイヤの婚約指輪は、ジェリーが持っていた。追いかけっこで苦境に陥ったジェリーは、ダイヤの指輪をケイラに見せて取引する。ケイラは1回だけ見逃すことで、指輪を奪還した。指輪を見つけた手柄で、ケイラはプリータの信頼を得る。その時、散歩から戻ったスパイクとトム、ジェリーが鉢合わせした。追いかけっこがエスカレートして乱闘騒ぎになり、ホテルの備品を壊しまくった挙句、ロビーのアトリウムの屋根を割ってしまうという大騒動が発生する。ドゥブローは怒り、テレンスをクビにした。ケイラはプリータのお気に入りだったためにクビを免れ、テレンスの代わりにイベントの責任者に引き立てられる。事あるたびに履歴書の華々しい職歴を持ち出されるため、ケイラは履歴書は嘘（うそ）だったと正直に言い出せずに悩む。これ以上失敗はできないと思ったケイラは、トムとジェリーを説得する。ホテルにいるために、トムとジェリーが仲良くできるか、明日試しにニューヨーク観光をすることで証明してみろとケイラが言い、2匹はそれを受ける。
一方で新郎のベンは結婚式に張り切っており、派手な演出をしようと考えていた。入場行進にゾウを使おうと考え、手配する。新婦のプリータは、ベンの派手な演出を好ましく思っていない。「小さな式にしたい」と何度もベンに言うが、ベンはプリータの両親にもいいところを見せようと考え、どんどん派手なことばかり考えてプリータの意見を聞かない。
翌日、トムとジェリーは最初こそ仲良く観光していたが、野球観戦の時に追いかけっこを始めてしまい、動物管理局に保護されてしまう。路地裏猫に絡まれて絶体絶命のピンチの2匹に、野球の放送を見ていたテレンスが面会へやってきた。テレンスはトムとジェリーと別々に話をする。それぞれに「連れていけるのは1匹だけ」と言い、互いの悪口を吹き込んだ。仲が悪い2匹をイベントに入れて、台無しにしてやろうと考えたのだ。
結婚式当日、ロイヤル・ゲート・ホテルには結婚式に参加する大勢の招待客がやって来る。ホテルは豪華に飾られ、ご馳走も並んでいる。披露宴の会場にはゾウだけでなく、クジャクやトラまで用意された。テレンスはそこに、トムとジェリーを別々に投入した。ジェリーを見つけたジャッキーが怒ってウェディングケーキを粉砕し、ジェリーを見たゾウが驚いてパニックを起こした。動物達は大乱闘となり、テレンスは乱闘に巻き込まれ、招待客は逃げ出し、会場は大混乱となり、結婚式は台無しになった。ケイラの履歴の嘘も露見し、ケイラは嘘をついていたことを詫び、ホテルを去る。さらに、新婦のプリータが指輪をベンに返し、結婚自体をやめると言い出した。プリータは自分の意思が聞き入れられなかったことを告げ、やっとベンもプリータの不満を知った。ホテルを去ろうとしたケイラは、キャメロンに「誰かと比較するのをやめて、努力すればいい」と励まされる。プリータが結婚を取りやめようとしていると聞いたケイラは、結婚式をやり直そうと決めた。トムとジェリーは、手を組む。ジョイのアドバイスでケイラは、セントラルパークで結婚式を挙げればいいとベンに言う。ホテルをチェックアウトして車で移動するプリータを、トムとジェリーは追いかける。電動キックボードとドローンを使ってプリータに追いつき、プリータのネコ・トゥーツを奪取してセントラルパークまで案内した。プリータが行くと、ベンが謝った。セントラルパークで結婚式をやり直すと言う。あらためてセントラルパークで披露宴が始まった。ケイラは本物の履歴の主である、リンダを連れてきた。ドゥブローとテレンスはリンダを見て気に入り、明日またホテルのスタッフ募集の面接をやり直すと言う。披露宴でピアノを弾いていたトムに、ジェリーが凝りもせずにちょっかいを出していた。喧嘩を始めそうなトムとジェリーとスパイクを、ケイラたちが睨んでいる。視線に気づいたトムは、急いで「The End」と書かれたカーテンを閉めた。
エンドロール終了後、新郎のベンが、結婚式2回分の請求書が届いていることを問い合わせる。テレンスは笑いながら「ご利用ありがとうございます」と答えた。額面通り2回分請求されると知り、ベンは絶句する。

## 登場人物
トム（Tom）

ブルーグレーの鉢割れで品種は不明の野良猫。運動神経が高く、二足歩行も可能。宿敵であるジェリーを捕まえようと何度も試みるが、いつも失敗に終わっている苦労人。夢は有名ミュージシャンになることでピアノの演奏を得意としており、セントラル・パークでストリートライブを開催している。ジェリーを追いかけるうちにケイラと出会い、彼女と共にロイヤル・ゲート・ホテルから（ネズミ捕り要員として）雇われることになる。
ジェリー（Jerry）

茶色の狡賢（ずるがしこ）いネズミ。宿敵のトムに容赦ないイタズラして困らせることが生き甲斐で小柄の身体を生かした戦術で彼を翻弄している。自分に合う住まいを探してニューヨークにやって来た時にトムと再会し、いたずら心も再燃する。トムとの追いかけっこの末、ロイヤル・ゲート・ホテルに入り、騒動を引き起こしてしまう。
ケイラ・フォレスター（Kayla Forester）
演 - クロエ・グレース・モレッツ、声 - 水瀬いのり
本作のヒロイン。
成功を夢見てニューヨークに出てきた。デリバリーで働いていたもののトムとジェリーの追いかけっこに巻き込まれ、失態をしてしまい、解雇される。それでも面接を乗り切り、不正を働いたとはいえロイヤル・ゲート・ホテルで行われる結婚式の臨時スタッフに採用される。そしてイベント・マネージャーに抜擢される。
テレンス・メンドーサ（Terence Mendoza）
演 - マイケル・ペーニャ、声 - 木村昴
ロイヤル・ゲート・ホテルで働いてることを誇りを持っているイベント・マネージャー。結婚式を成功させてホテルをさらに有名にしたいと思っている。ケイラに胡散臭さを感じており、常に不信感を持っている。
中盤でトムとジェリーが起こしたトラブルの責任を問われホテルをクビにされてしまうが、テレビの報道で彼らが動物管理局に保護されたことを知り、面会人として再びトムとジェリーのもとに現れ、彼らをそそのかし、ベンとプリータの結婚式を台無しにしてしまう。
ベン（Ben）
演 - コリン・ジョスト、声 - 日野聡
ニューヨークで名の知れたセレブ。ブリータはもちろん、彼女の父を驚かせる結婚式にしようと画策する。ブリータが全く望んでいないにも拘らず、派手なサプライズゲストをホテルに手配してもらう。
しかし、その矢先にテレンスの策略によってトムとジェリーが妨害したことで、式が滅茶苦茶になりプリータとも破局寸前になるが、ケイラとトムとジェリーが計画した新しい結婚式で、プリータとよりを戻し改めて結婚する。しかし自身が提案した度重なるサプライズや前述のトラブルが災いし、結婚式2回分の高額な代金を支払う羽目になった。
ヘンリー・ドゥブロー（Henry Dubros）
演 - ロブ・ディレイニー、声 - 大塚芳忠
ロイヤル・ゲート・ホテルの支配人。臨時スタッフの面接にやって来たケイラから若く快活な印象を受け、破れた履歴書でも信用して雇用する。現場のことはテレンスに任せているため、ホテルの内情には疎い。
プリータ（Preeta）
演 - パラヴィ・シャーダ、声 - 坂本真綾
SNSで人気のインフルエンサー。上流階級出身だが華美な結婚式には興味がなく、やんわりとベンを制止するも聞く耳を持ってもらえない。世間の目やセレブな父のことばかり気にしているベンに不満を抱き始めている。
キャメロン（Cameron）
演 - ジョーダン・ボルジャー、声 - 浪川大輔
ケイラと意気投合するロイヤル・ゲート・ホテルの若きバーテンダー。仕事柄、ホテルの内情には詳しい。ジェリーが出没した騒ぎの時は、対策のために駆り出され、ケイラに的確なアドバイスをする。
ジョイ（Joy）
演 - パッシー・フェラン、声 - 新谷真弓
ロイヤル・ゲート・ホテルのベルガール。かなりエキセントリックなタイプで、キテレツな言動を繰り返してケイラに余計な面倒をかけてしまう。
ブッチ（Butch）

演 - ニッキー・ジャム、声 - 青山穣
ニューヨークに根を張る野良猫ギャング団のボス。トムが自分の縄張りに入ってくると、仲間を集めて締め出しにかかる。
スパイク（Spike）

演 - ボビー・カナヴェイル、声 - 三宅健太
トムの天敵である気性の荒いブルドッグ。
今作ではベンの飼い犬として登場。結婚式のようなフォーマルな場でもお構いなしにトムを追い回し、騒動と突風を巻き起こす。
シェフ・ジャッキー（Chef Jackie）
演 - ケン・チョン、声 - 千葉繁
芸術的な料理を披露する実力派のシェフ。近いうちにミシュランの星をとるだろうといわれている。元々気難しい一面があるが、結婚式に向けて神経をとがらせており、短気になっている。
リンダ・ペリーボトム
演 - カミラ・アーフウェドソン、声 - 佐伯美由紀
臨時スタッフ募集の面接を受けに来た女性。

## キャスト
| 実写                 | 実写                         | 実写                 |
| 登場人物             | 俳優                         | 日本語吹替版         |
| -------------------- | ---------------------------- | -------------------- |
| ケイラ               | クロエ・グレース・モレッツ   | 水瀬いのり           |
| テレンス             | マイケル・ペーニャ           | 木村昴               |
| ベン                 | コリン・ジョスト             | 日野聡               |
| ドゥブロー           | ロブ・ディレイニー           | 大塚芳忠             |
| ジャッキー           | ケン・チョン                 | 千葉繁               |
| プリータ             | パラヴィ・シャーダ           | 坂本真綾             |
| キャメロン           | ジョーダン・ボルジャー       | 浪川大輔             |
| ジョイ               | パッシー・フェラン           | 新谷真弓             |
| ギャビン             | ダニエル・アデグボイェガ     | 大泊貴揮             |
| ローラ               | クリスティーナ・チョン       | 櫻庭有紗             |
| Mr.メータ            | アジェイ・チャブラ           | 及川いぞう           |
| Mrs.メータ           | ソミ・デ・ソウザ             | 田村千恵             |
| リンダ・ペリーボトム | カミラ・アーフウェドソン     | 佐伯美由紀           |
| 公園の女性           |                              | 飯豊まりえ           |
| ベンの母             |                              | 桜岡あつこ           |
| 何でも屋の上司       |                              | 綿貫竜之介           |
| ジョー・バック       | ジョー・バック               | 瀧村直樹             |
| 女性アナウンサー     |                              | 谷口恵美             |
| 保護官               |                              | 草野峻平             |
| ゾウのトレーナー     |                              | 佐々木祐介           |
| 通る男子             |                              | 角倉英里子           |
| 通る父親             |                              | 左座翔丸             |
| 通る女性             |                              | 生田ひかる           |
| レオ                 | エドワード・ジャッジ         | 藤原大智             |
| アニメーション       |                              |                      |
| 登場人物             | 声優                         | 声優                 |
| 登場人物             | 原語版                       | 日本語吹替版         |
| トム                 | HIMSELF                      | 原語版流用           |
| ジェリー             | HIMSELF                      | 原語版流用           |
| ブッチ               | ニッキー・ジャム             | 青山穣               |
| スパイク             | ボビー・カナヴェイル         | 三宅健太             |
| 悪魔トム             | リル・レル・ハウリー         | 粗品（霜降り明星）   |
| 天使トム             | リル・レル・ハウリー         | せいや（霜降り明星） |
| ライトニング         | ジョーイ・ウェルズ           | 鷲見昂大             |
| トプシー             | ハリー・ラチフォード         | 手塚祐介             |
| ミートヘッド         | ナイム・リン                 | 越後屋コースケ       |
| アッシュ             | ウィル・“スパンク”・ホートン | 山橋正臣             |
| 不動産屋ネズミ       | ウトカルシュ・アンブドゥカル | 岩田光央             |
| 鳩DJ                 | ティム・ストーリー           | 飯豊まりえ           |
| セシル               | ベン・シェファード           | 真木駿一             |
| マルコム             | ケイト・ギャラウェイ         | 菊池通武             |
| ドルーピー           | ジェフ・バーグマン           | 吉田勝哉             |
| 太ったネコ           |                              | 武田太一             |

日本語吹替は、過去作のシリーズを踏襲しておらず、本作オリジナルの配役が起用されている。

## スタッフ
- 監督 / 製作総指揮 - ティム・ストーリー
- 製作 - クリス・デファリア（英語版）
- 脚本 - ケビン・コステロ
- 撮影 - アラン・スチュワート
- 美術 - ジェイムズ・ハンビッジ
- 編集 - ピーター・S・エリオット
- 衣装 - アリソン・マコッシュ
- 音楽 - クリストファー・レナーツ

### 日本語版スタッフ
- 翻訳 - 小寺陽子
- 演出 - 木村絵理子
- 日本語版制作 - 株式会社東北新社

## 作品の評価
Rotten Tomatoesによれば、批評家の一致した見解は「長く喧嘩していたコンビの長編アドベンチャーの中では最悪の作品ではないが、『トムとジェリー』は彼らの古典的短編のアナーキーな精神が足りない。」であり、126件の評論のうち高評価は31%にあたる39件で、平均点は10点満点中4.7点となっている。
Metacriticによれば、20件の評論のうち、高評価は2件、賛否混在は9件、低評価は9件で、平均点は100点満点中32点となっている。

## テレビ放送
| 回 | 放送日        | 放送時間（JST）   | 放送局     | 放送枠                     | 視聴率 | 備考         | 出典   |
| -- | ------------- | ----------------- | ---------- | -------------------------- | ------ | ------------ | ------ |
| 1  | 2023年2月10日 | 金曜21:00 - 22:54 | 日本テレビ | 金曜ロードショー （第2期） | 6.1%   | 地上波初放送 | [ 17 ] |